# الحرب البولندية الروسية (1605 - 1618)
الحرب البولندية الموسكوية المعروفة أيضًا بالحرب البولندية الروسية 1605-1618 أو الديميتريادز هي صراع بين روسيا القيصرية والكومنولث البولندي الليتواني بين عامي 1605 و1618.
كانت روسيا تعاني من زمن المحن منذ وفاة القيصر فيودور الأول في عام 1598، وهو ما تسبب في حدوث عدم استقرار سياسي وأزمة خلافة عنيفة بسبب انقراض أسرة روريك، ودمرتها المجاعة الكبرى التي حدثت بين عامي 1601 و1603. استغلت بولندا الحروب الأهلية في روسيا عندما بدأ أعضاء الطبقة الأرستقراطية البولندية الزلاتشتا في التأثير على البويار الروس ودعمهم للديميتريين الزائفين للحصول على لقب القيصر الروسي ضد بوريس غودونوف وفاسيلي الرابع شويسكي. في عام 1605، غزا الملك سييسموند الثالث فاسا روسيا بشكل غير رسمي حتى وفاة ديميتري الزائف عام 1606، ثم غزاها مرة أخرى عام 1607 حتى تشكيل روسيا تحالفًا عسكريًا مع السويد عام 1609. أعلن سييسموند رسميًا الحرب على روسيا ردًا على هذا وذلك بهدف الحصول على تنازلات إقليمية وإضعاف حليف السويد، وفاز بالعديد من الانتصارات المبكرة مثل معركة كلوشينو. وفي عام 1610، دخلت القوات البولندية موسكو، وانسحبت السويد من تحالفها العسكري مع روسيا مما أدى إلى اندلاع حرب إنجريان.
انتُخب نجل سييسموند الأمير فواديسواف من بولندا قيصرًا من قبل البويار السبعة في سبتمبر 1610، لكن استولى سييسموند على العرش الروسي لنفسه بغرض تحويل السكان إلى الكاثوليكية، بالتزامن مع إنهاء البويار الموالين لبولندا دعمهم للكومنولث البولندي الليتواني. في عام 1611، شكل كوزما مينين والأمير دميتري بوزارسكي جيشًا جديدًا لشن تمرد شعبي ضد الاحتلال البولندي. استولى البولنديون على سمولينسك في يونيو 1611 لكنهم بدأوا في التراجع بعد الإطاحة بهم من موسكو في سبتمبر 1612. انتُخب ميخايل رومانوف نجل البطريرك فيلاريت من موسكو قيصرًا لروسيا في عام 1613، لتكون هذه بداية سلالة رومانوف وإنهاءً لوقت الاضطرابات. انتهت الحرب أخيرًا في 1618 بحدوث القليل من الصراعات العسكرية في الفترة بين 1612 و 1617، بهدنة ديولينو التي منحت الكومنولث البولندي الليتواني بعض التنازلات الإقليمية لكنها حافظت على استقلال روسيا.
يجادل المؤرخون حتى يومنا هذا حول أهمية الصراع والدمار أو الفظائع المتعددة التي ارتكبها الجيش البولندي أثناء تمركزه في موسكو، والتي يميل العلماء إلى نسيانها عمدًا. كانت الحرب أول علامة رئيسية على العلاقات المتنافسة وغير المستقرة بين بولندا وروسيا والتي استمرت حتى يومنا هذا. وكان لأثرها تأثير طويل الأمد على المجتمع الروسي. إذ صاغت صورة سلبية نمطية لبولندا في روسيا، وعلى الأخص أنها أدت إلى ظهور رومانوف الذي حكم روسيا لمدة ثلاثة قرون حتى ثورة فبراير عام 1917. تركت علامة ملحوظة في الثقافة الروسية، بظهور الملحنين والكتاب المشهورين الذين صوروا الحرب في أعمالهم مثل «حياة القيصر» بقلم ميخائيل جلينكا، و «بوريس جودونوف» (أوبرا) من قبل موديست موسورجسكي، و«بوريس جودونوف» (مسرحية) من ألكسندر بوشكين، و«بان فوييفودا» بواسطة نيكولاي ريمسكي كورساكوف، وكذلك في مجال السينما «مينين وبوزارسكي» و«1612».

## أسماء الحرب
غالبًا ما يشار إلى هذه الحرب بأسماء مختلفة، لكن الاسم المستخدم في الغالب هو الحرب الروسية البولندية، الذي يستبدل فيه مصطلح موسكوي اسم روسيا. في التأريخ البولندي، عادة ما يشار إلى هذه الحروب باسم ديميتريادس: ديميترياد الأول (1605-1606)، و ديميترياد الثاني (1607-1609)، والحرب البولندية الموسكوية (1609-1618)، والتي يمكن تقسيمها لاحقًا إلى حربين من 1609-1611 و1617-1618، وقد تشتمل أو لا على حملة 1617-1618، والتي يشار إليها أحيانًا باسم حملة شودكيوسز (الموسكوية). وفقًا للتأريخ الروسي، تقع الحرب في «زمن الاضطرابات». يُسمى الصراع مع البولنديين عادةً الغزو البولندي، أو التدخل البولندي، أو بشكل أكثر تحديدًا التدخل البولندي في أوائل القرن السابع عشر.

## التمهيد للحرب
في أواخر القرن السادس عشر وأوائل القرن السابع عشر، كانت روسيا في حالة أزمة سياسية واقتصادية. تنافست عدة طوائف بعد وفاة القيصر إيفان الرابع («الرهيب») في عام 1584، وموت ابنه ديميتري في عام 1591، على عرش القيصر. وفي عام 1598، اعتلى بوريس جودونوف العرش الروسي، معلنًا نهاية حكم سلالة روريك الذي دام لعدة قرون. رغم اعتدال سياساته نسبيًا وحسن نيته، ألا إنه شاب حكمه الإدراك العام لشرعيته المشكوك فيها ومزاعم تورطه في التخطيط لاغتيال ديميتري. رغم تمكن غودونوف من وضع المعارضة لحكمه تحت السيطرة، لم يتمكن من سحقها بالكامل. بالإضافة إلى مشاكله، كانت السنوات الأولى من القرن السابع عشر باردة بشكل استثنائي. كان انخفاض درجة الحرارة محسوسًا في جميع أنحاء العالم، وكان على الأرجح ناتجًا عن انفجار بركاني حاد في أمريكا الجنوبية. وهو ما أسفر عن مجاعة كبيرة اجتاحت روسيا من 1601 إلى 1603.
في أواخر عام 1600، وصلت بعثة دبلوماسية بولندية بقيادة المستشار ليو سابيها مع إلياس بيلجرزيموفسكي وستانيسو وارزيكي إلى موسكو واقترحت تحالفًا بين الكومنولث وروسيا، والذي شمل اتحادًا شخصيًا لاحقًا. اقترحوا أنه بعد وفاة أحد الملوك دون ورثة، سيصبح الآخر حاكمًا لكلا البلدين. رفض القيصر غودونوف اقتراح الاتحاد واستقر على تمديد معاهدة جام زابولسكي التي أنهت الحروب الليتوانية في القرن السادس عشر، لمدة 22 عامًا (حتى 1622).
كان سييسموند وكبار دول الكومنولث يعرفون جيدًا أنهم غير قادرين على القيام بأي غزو حقيقي لروسيا. إذ كان جيش الكومنولث صغيرًا جدًا، وخزانته فارغة على الدوام، وكانت الحرب تفتقر إلى الدعم الشعبي. رغم ذلك، بدأ سييسموند والعديد من أقطاب الكومنولث مع تدهور الوضع في روسيا، وخاصة أولئك الذين لديهم عقارات وقوات بالقرب من الحدود الروسية، في البحث عن طريقة للاستفادة من الفوضى وضعف جارهم الشرقي. كان هذا أمرًا سهلًا، إذ حاول العديد من البويار الروس الساخطين من الحرب الأهلية الجارية إغراء العديد من الجيران مثل الكومنولث البولندي الليتواني للتدخل. بحث بعضهم عن أرباحه الخاصة، محاولين الحصول على الدعم ليرتقوا العرش الروسي. بينما نظر آخرون إلى جارهم الغربي الكومنولث وحرياته الذهبية الجذابة، وخططوا مع بعض السياسيين البولنديين لحدوث اتحاد من نوع ما بين البلدين. ومع ذلك، حاول آخرون ربط مصائرهم بمصير السويد فيما أصبح يُعرف باسم حملة دي لا غاردي وحرب إنجريان.
اقترح المدافعون عن اتحاد بولندا الليتوانية وروسيا خطة مشابهة لاتحاد لوبلن البولندي الليتواني الأصلي الذي يحتوي على سياسة خارجية وعسكرية مشتركة. مثل حق النبلاء في اختيار المكان الذي يعيشون فيه وشراء التركات، وإزالة الحواجز أمام التجارة والتنقل، واستخدام عملة موحدة، وزيادة التسامح الديني في روسيا (وخاصة الحق في بناء كنائس الديانات غير الأرثوذكسية)؛ وإرسال أطفال البويار للتعلم في الأكاديميات البولندية الأكثر تطوراً (مثل جامعة ياغيلونيا). ومع ذلك، لم يحصل هذا المشروع على الكثير من الدعم. إذ خشي العديد من البويار من أن يؤدي الاتحاد مع مملكة بولندا ذات الأغلبية الكاثوليكية ودوقية ليتوانيا الكبرى إلى تعريض التقاليد الأرثوذكسية في روسيا للخطر وعارضوا أي شيء قد يهدد الثقافة الروسية، خاصة السياسات التي تهدف إلى الحد من تأثير الكنيسة الأرثوذكسية، والزواج والتعليم في المدارس البولندية التي أدت بالفعل إلى نشر الثقافة البولندية بشكل ناجح في الأراضي الروثينية الواقعة تحت السيطرة البولندية.